# Ichthyophis weberi
Ichthyophis weberi é um anfíbio gimnofiono da família Ichthyophiidae endémica das Filipinas.